# Amblypharyngodon microlepis
Amblypharyngodon microlepis е вид лъчеперка от семейство Шаранови (Cyprinidae). Видът е незастрашен от изчезване.

## Разпространение
Разпространен е в Бангладеш и Индия.

## Описание
На дължина достигат до 10 cm.